# Automatic
Automatic — третий студийный альбом шотландской рок-группы The Jesus and Mary Chain, изданный в 1989 году.

## Об альбоме
Automatic записан братьям Джимом и Уильямом Рейд с использованием драм-машин, заменивших перкуссию и синтезаторов, заменивших бас-гитару. Альбом был негативно принят во время своего выхода, в основном из-за вышеупомянутых синтезированных ударных и басов, однако со временем критики стали более благосклонны к Automatic. Запись содержит популярную песню «Head On», на которую впоследствии записали кавер Pixies. Последние две песни: «Drop» и «Sunray» изначально не были представлены на виниловом издании, но вскоре появились на диске.

## Список композиций
Слова и музыка всех песен — Джима Рейда и Уильяма Рейда.
| №   | Название             | Длительность |
| --- | -------------------- | ------------ |
| 1.  | «Here Comes Alice»   | 3:52         |
| 2.  | «Coast to Coast»     | 4:13         |
| 3.  | «Blues from a Gun»   | 4:44         |
| 4.  | «Between Planets»    | 3:27         |
| 5.  | «UV Ray»             | 4:04         |
| 6.  | «Her Way of Praying» | 3:46         |
| 7.  | «Head On»            | 4:11         |
| 8.  | «Take It»            | 4:34         |
| 9.  | «Halfway to Crazy»   | 3:41         |
| 10. | «Gimme Hell»         | 3:18         |
| 11. | «Drop»               | 1:55         |
| 12. | «Sunray»             | 1:35         |

## Участники записи
- Джим Рейд — вокал, гитара, синтезатор, драм-машина
- Уильям Рейд — вокал, гитара, синтезатор, драм-машина